# Overloaded: The Singles Collection
Overloaded: The Singles Collection è la prima raccolta del gruppo musicale pop britannico Sugababes, pubblicata il 10 novembre 2006 dall'etichetta discografica Island.
Contiene dodici successi del gruppo e due inediti: Good to Be Gone e Easy, quest'ultimo pubblicato anche come singolo e scritto assieme al leader del gruppo britannico Orson.
Fu pubblicata anche la versione DVD con tutti i video del gruppo, mentre in Regno Unito furono pubblicati anche Overladed: The Remixes Collection, raccolta di remix, e una Deluxe Edition contenente il cd Overloaded: The Live Collection, una raccolta live. Nel 2007 è stato eseguito anche il tour Overloaded: The Singles Tour.

## Tracce
CD (Island 1712315 (UMG) / EAN 0602517123151)
CD (Island 0602517173040 (UMG) / EAN 0602517173040)
1. Freak like Me - 3:15 (Eugene Hanes, Marc Valentine, Loren Hill, Gary Numan, William Collins, George S. Clinton)
2. Round Round - 3:57 (Mutya Buena, Keisha Buchanan, Miranda Cooper, Niara Scarlett, Brian Higgins, Tim Powell, Nick Coler, Heidi Range, Shawn Lee, Lisa Cowling, Robin Hofmann, Rino Spadavecchia, Felix Stetcher, Florian Pflüger)
3. Red Dress - 3:37 (Mutya Buena, Keisha Buchanan, Xenomania, Heidi Range)
4. In the Middle - 3:59 (Phil Fuldner, Mutya Buena, Keisha Buchanan, Miranda Cooper, Niara Scarlett, Brian Higgins, Heidi Range, Shawn Lee, Lisa Cowling, Andre Tegler, Michael Bellina)
5. Stronger - 4:02 (Marius De Vries, Mutya Buena, Keisha Buchanan, Jony Rockstar, Felix Howard, Heidi Range)
6. Shape - 4:12 (Sting, Craigie Dodds, Dominic Miller, K. Dodds)
7. Overload - 4:37 (Siobhán Donaghy, Mutya Buena, Keisha Buchanan, Jony Rockstar, Felix Howard, Paul Simm, Cameron McVey)
8. Good to Be Gone - 3:26 (Keisha Buchanan, Heidi Range, Amelle Berrabah, Jason Pebworth, George Astasio)
9. Caught in a Moment - 4:25 (Marius De Vries, Mutya Buena, Keisha Buchanan, Heidi Range, Karen Poole, Jonathan Lipsey)
10. Ugly - 3:51 (Dallas Austin)
11. Easy - 3:39 (Keisha Buchanan, Heidi Range, Amelle Berrabah, Jason Pebworth, George Astasio)
12. Too Lost in You - 3:59 (Diane Warren)
13. Hole in the Head - 3:39 (Mutya Buena, Keisha Buchanan, Miranda Cooper, Niara Scarlett, Brian Higgins, Tim Powell, Nick Coler, Heidi Range)
14. Push the Button - 3:38 (Dallas Austin, Mutya Buena, Keisha Buchanan, Heidi Range)

DVD (Island 171 347-7 (UMG) / EAN 0602517134775)
CD (Island 060249848929 (UMG) / EAN 0602498489291)

## Classifiche
| Classifica (2006)   | Posizione raggiunta |
| ------------------- | ------------------- |
| Regno Unito         | 3                   |
| Irlanda             | 12                  |
| Portogallo          | 15                  |
| Norvegia            | 21                  |
| Austria             | 25                  |
| Svizzera            | 29                  |
| Danimarca           | 34                  |
| Paesi Bassi         | 37                  |
| Classifica mondiale | 37                  |
| Germania            | 38                  |
| Belgio (Fiandre)    | 43                  |